# Urgorria compostelana
Urgorria compostelana is een Solenogastressoort uit de familie van de Rhopalomeniidae. De wetenschappelijke naam van de soort is voor het eerst geldig gepubliceerd in 2001 door García-Alvarez & Salvini-Plawen.